# 파벨 1세
파벨 1세(러시아어: Павел I, 1754년 10월 1일 ~ 1801년 3월 23일)는 러시아 제국의 황제(재위 1796년 11월 17일 - 1801년 3월 23일)이다. 본명은 파벨 페트로비치 로마노프(러시아어: Павел Петрович Романов)이다. 로마노프 왕조의 9번째 군주로, 표트르 3세와 예카테리나 2세의 아들이다. 그러나 그의 생부가 누군가에 대해서는 계속 의혹이 제기되었다.

## 생애
1754년 10월 1일 상트페테르부르크의 여름 궁전에서 러시아의 황태자 표트르 표도로비치 대공(훗날의 표트르 3세)과 황태자비 예카테리나 알렉세예브나(훗날의 예카테리나 2세) 사이에서 태어났다. 파벨의 출생에 대해선 파벨은 원래 표트르 예카테리나 부부의 자식이 아니라, 예카테리나와 그 애인인 세르게이 살티코프 백작 사이에서 태어났다는 설이 있지만 별로 근거는 없다.
파벨은 아내인 다름슈타트의 빌헬미나(나탈리야 알렉세예브나)가 죽자 1776년 뷔르템베르크의 조피 도로테아(러시아 이름은 마리아 표도로브나)와 재혼하였다. 1783년 어머니에 의해 가트치나의 영지에서 살게 된 그는 그 곳에 작은 궁정을 갖고 영지를 관리하며 사병을 훈련시키고 정부 개혁을 계획하는 일에 몰두했다. 예카테리나 2세는 파벨의 아들이자 자신의 손자인 알렉산드르 1세를 후계자로 지명하려 했으나 갑작스레 서거하여 1796년 파벨이 제위를 계승하게 되었다.
파벨 1세는 자신의 어머니 때문에 아버지가 살해되었고 따라서 표트르 3세를 계승할 권리를 그녀가 침해했다는 피해의식 때문에 정신적으로 불안한 생활을 해 왔었다. 그는 황태자인 동시에 정적으로서 항상 어머니의 감시에 시달려 왔다. 그래서 그는 어머니와 조금이라도 연관이 있는 것이라면 모두 다 혐오하게 되었다. 어머니가 총애하던 신하와 측근들을 아무 이유 없이 미워하여 국내정치와 대외정치의 정책 전반을 모두 거부하였다. 이러한 과거의 쓰라린 경험의 영향으로 1797년 그는 법령을 발표하여 제위계승법을 맏아들 상속의 원칙으로 확립했다. 또한 프랑스의 혁명 사상과 투쟁을 더욱 거부하였고, 국내로 들어오는 모든 사상 서적을 금지시켰으며 프랑스풍의 옷도 입을 수 없게 했다. 이렇게 그의 통치 방식은 엄격하고 혹독한 규제로 일관되었다.
그러나 그는 음울하고 변덕이 심한 성격의 소유자였기 때문에 그가 시행한 여러 정책들 간에 일관된 노선은 하나도 없었다. 예를 들면 영지 경작을 위한 농노들의 노동 부역 일수를 주 3일로 줄었다. 이는 사유지에 거주하는 농노들의 강제 노동 부담을 경감시키기 위해서 시행한 정책이었지만, 반면 과거보다 더 많은 12만 명의 황실령지 농민을 지주 귀족에게 양도하여 결과적으로 농노의 수를 늘려놓은 식의 정책이 되고 말았다. 파벨 1세는 이러한 정책에도 불구하고 귀족들에게 인기가 없었다. 그 이유는 귀족들에게 왕권신수설을 내세우며 일방적인 충성을 강요했기 때문이었다.
1798년 파벨 1세는 프랑스와 맞서는 나라들과 동맹을 맺었고, 러시아의 군대는 오스트리아 제국의 군대와 함께 스위스, 이탈리아 등지에서 활동하게 되었다.
1799년에 나폴레옹 보나파르트가 다시 프랑스를 장악하게 되자 그는 영국과의 관계를 단절하고 프랑스와 동맹을 맺었다. 사실 파벨 1세는 아버지 표트르 3세만큼은 아니지만 약간의 정신 질환자의 기질이 있었다. 파벨 1세가 사람들의 외모만 보고 판단해 잘 생겼다는 이유로 무능한 사람들을 관료로 세우는 일이 있었고, 귀족들의 특권 중 여러 개의 특권을 박탈하면서 귀족들의 불만을 갖게 되었다.
1801년 3월 23일 새벽, 파벨 1세는 침실에서 잠을 자고 있었다. 베니히센 백작의 개인 소유 군인으로 추정되는 군인들이 파벨 1세의 침실에서 들어와 퇴위를 강요하였다. 이에 파벨 1세는 군인들에게 크게 화를 냈고, 군인들은 그 자리에서 파벨 1세를 처형하였다. 일설에는 이에 아들 알렉산드르 1세가 동의했다는 설이 있지만 확실하지 않다.

## 가족 관계
마리아 표도로브나와의 사이에서 슬하 4남 6녀를 두었다.
| 사진 | 이름                                | 생일             | 사망                   | 기타                                                                               |
| ---- | ----------------------------------- | ---------------- | ---------------------- | ---------------------------------------------------------------------------------- |
|      | 알렉산드르 1세                      | 1777년 12월 23일 | 1825년 12월 1일 (47세) | 바덴의 루이제와 결혼, 슬하 2녀(요절, 사생아 포함 4남 7녀)                          |
|      | 콘스탄틴 파블로비치 대공            | 1779년 4월 27일  | 1831년 6월 27일 (52세) | 귀천상혼으로 계승권 포기.(사생아 포함 2남 1녀)                                     |
|      | 러시아 여대공 알렉산드라 파블로브나 | 1783년 8월 9일   | 1801년 3월 16일 (17세) | 오스트리아의 요제프 대공과 결혼, 슬하 1녀(요절)                                    |
|      | 엘레나 파블로브나 여대공            | 1784년 12월 24일 | 1803년 9월 24일 (18세) | 메클렌부르크슈베린 공세자 루트비히 프리드리히와 결혼, 슬하 1남 1녀                 |
|      | 마리아 파블로브나                   | 1786년 2월 16일  | 1859년 6월 23일 (73세) | 작센바이마르아이제나흐 대공 카를 프리드리히와 결혼, 슬하 2남 2녀                   |
|      | 예카테리나 파블로브나 여대공        | 1788년 5월 21일  | 1819년 1월 9일 (30세)  | 올덴부르크의 게오르크 공작과 결혼, 슬하 2남, 사별 후 빌헬름 1세와 결혼, 슬하 2녀   |
|      | 올가 파블로브나 여대공              | 1792년 7월 22일  | 1795년 1월 26일 (2세)  | 요절                                                                               |
|      | 러시아의 안나 파블로브나            | 1795년 1월 18일  | 1865년 3월 1일 (70세)  | 네덜란드 빌럼 2세와 결혼, 슬하 4남 1녀                                             |
|      | 니콜라이 1세                        | 1796년 7월 6일   | 1855년 3월 2일 (58세)  | 샤를로테 폰 프로이센 왕녀와 결혼, 슬하 4남 3녀 (요절한 딸들과 사생아 포함 5남 8녀) |
|      | 미하일 파블로비치 대공              | 1798년 2월 8일   | 1849년 9월 9일 (51세)  | 뷔르템베르크의 샤를로테 공녀와 결혼, 슬하 5녀 (사생아 포함 6녀)                    |

| 전임 예카테리나 2세 | 러시아의 군주 1796년 11월 17일~1801년 3월 23일 | 후임 알렉산드르 1세 |